# Храмова гора
Хра́мова гора́ (івр. הַר הַבַּיִת,Гар га-Байт, араб. الحرم القدسي الشريف, аль-Харам аль-Кудс аш -Шаріф — «благородне святилище») — пагорб над Кедронською долиною в південно-східній частині старого міста Єрусалима. Храмова гора — обнесена високими стінами прямокутна площа, що виділяється над іншими частинами Старого міста. Висота кам'яної стіни у найвищому місці 45 метрів. Загальний об'єм кам'яної кладки стіни близько двохсот тисяч кубічних метрів — трохи менше об'єму кладки, наприклад, третьої піраміди (піраміди Менкаура) на плато Гіза. Раніше тут стояв Єрусалимський храм. Зараз на ній розміщені мусульманські святині — Мечеть Аль-Акса (далека мечеть) і Ма́сджид Ку́ббат ас-Са́хра (відома також як Купол Скелі), побудовані Абд аль-Маліком у 691 році. Храмова гора є священним місцем для послідовників юдаїзму та ісламу.

## Історія
Юдеїв, християн та мусульман поєднують з Храмовою горою багато релігійних подій та традицій. За переказами Талмуду, з цього місця Бог взяв землю для створення Адама. На цьому місці Адам, пізніше Каїн і Авель, Мелхіседек і Ной приносили свої жертви. Храмова гора традиційно ототожнюється з місцевістю Моріа — так називається земля на якій стоїть Храмова гора і на якій Авраам, випробовуваний Господом, мав принести у жертву свого сина Ісаака (1 М. 22:1-2). У юдейській, християнській і мусульманській традиціях це те саме місце. На Храмовій горі цар Давид викупив за п'ятдесят шекелів тік у якогось Аравни (євусеянина) (2 Сам. 24:18-25) і спорудив жертовник Богові Ізраїлю, а його син і спадкоємець престолу — Соломон побудував там Перший храм у X столітті до н. е (957 р. до н. е — освячений 951 до н. е.). У 586 році до н. е. Перший храм був зруйнований Навуходоносором. Після повернення євреїв в Єрусалим з вавилонського полону у 515 році до н. е. був побудований Другий храм. цар Ірод під час розпочатої ним реконструкції храму у 22 році до н. е. збільшив площу Храмової гори, звівши навколо неї потужну підпірну стіну і засипав землею проміжок між стіною і пагорбом. Реконструкція тривала і за спадкоємців Ірода — Агріппою I і Агріппою II аж до Юдейської війни 67 року н. е. Храм Ірода проіснував до 70 року н. е., коли був зруйнований римлянами під проводом Тита. Після цього римляни будують на Храмовій горі Храм Юпітера і дещо пізніше там було побудовано християнську церкву. Після захоплення арабами Палестини у 638 році на Храмовій горі вони побудували свої храми.
У ісламі Храмова гора є третім за значенням місцем після Мекки і Медини. Сюди здійснив пророк Мухаммед свою нічну поїздку з Заповідної у Найвіддаленішу мечеть (мечеть аль-Акса)(сура 17. вірш 1). Сьогодні на Храмовій горі розташовані дві ісламські святині, присвячені цій події — мечеть аль-Акса, що означає найдальша, та Купол Скелі, зведений над Каменем заснування, з якого Магомет здійнявся в небо.

### Третій храм
Докладніше Третій храм

Зображення майбутнього храму за книгою пророка Єзекіїль. Малюнок французького архітектора XIX ст. Ш.Шипье

Ідея відновлення Третього храму на Храмовій горі в Старому місті залишається ключовим предметом напруженості між мусульманами та євреями через існування Куполу Скелі, ісламського святилища, побудованого на місці першого та другого єврейських храмів під час правління Омеядів наприкінці VII століття.

## Новітня історія
- Мечеть аль-Кібла (аль-Акса)
- Мечеть Баня Скелі
- Мечеть Бурака[en] [підземна]
- Мечеть аль-Марвані[en] [підземна]

- Купол відданих Пророку
- Купол Сулеймана
- Купол Духів
- Купол аль-Хідра[en]
- Купол аль-Халілі[en]
- Купол Вознесіння
- Купол Пророка●
- Купол Ланцюга
- Баня Скелі
- Літній мінбар
- Купол Юсуфа[en]
- Граматичне медресе
- Купол Муси
- Купол Юсуфа Аги[en]

- Східний халват (медресе) Ахмада-паші
- Халват Халіла ад-Данафа
- Халват ад-Даджані
- Халват муедзина
- Халват Фаїка ад-Данафа
- Халват Байрам-паші
- Халват Іслам-бея
- Халват Парвіза
- Халват Кітас-бея
- Халват ад-Джанбулада[en]
- Халват Арслана-паші[ar]
- Халват Мухаммада Аги
- Халват Мухаммад-бея
- Західний халват Ахмада-паші[en]
- Східний халват Ахмада-паші
- Трон Сулеймана

- Медресе Почесна завія
- Медресе Танкізія[en]
- Граматичне медресе
- Медресе аль-Ашрафія[en]
- Османське медресе[ar]
- Медресе Аль-Хатунія
- Медресе аль-Манджакія[ar]
- Медресе аль-Мухдатійя
- Медресе аль-Джавілія[ar]
- Медресе Ас-Сабібія
- Медресе аль-Асаді[ar]
- Королівське медресе[ar]
- Перське медресе[ar]
- Медресе аль-Амінія[ar]
- Медресе ад-Давадарія [1 поверх]
- Медресе аль-Басітія [2 поверх]
- Медресе аль-Авхадія
- Медресе аль-Карімія
- Медресе Кадірія
- Ісламський музей (Єрусалим)
- Головна бібліотека[en]
- Бібліотека Аль-Хутнія[en] [підземна]

- Мастаба сабіля Сулеймана з міхрабом
- Мастаба аль-Асаді з міхрабом
- Мастаба куполу Сулеймана
- Мастаба аз-Захіра[ar] з міхрабом
- Мастаба аль-Башира з міхрабом
- Мастаба Шаалана
- Мастаба аль-Будайрі з міхрабом
- Мастаба Алі-паші з міхрабом
- Мастаба з міхрабом
- Мастаба Кайт-бея з міхрабом
- Інжирна мастаба з міхрабом
- Мастаба куполу Муси
- Мастаба аль-Карак з міхрабом
- Мастаба Сабра і Шатіла
- Похоронна мастаба
- Соснова мастаба з міхрабом
- Мастаба Бурака з міхрабом
- Мастаба Почесна завія з міхрабом
- Мастаба Магрибської мечеті[ar]

- Магрибський мінарет
- Мінарет Гаваніма
- Мінарет ланцюгової брами
- Мінарет брами племен[en]

- - Північний рівак
- - Західний рівак

- Брама племен
- Золота брама [замурована]
- Похоронна потерна [замурована]
- Одинарна брама [замурована]
- Потрійна брама Хульди [замурована]
- Подвійна брама Хульди [замурована]
- Арка Робінзона[en] [зруйнована]
- Магрибська брама
- Брама Барклая[en] [замурована]
- Ланцюгова брама[en]
- Брама атараксії [зачинена]
- Брама Воррена[en] [замурована]
- Брама омивання
- Брама торговців бавовною[en]
- Залізна брама
- Брама Ради[en]
- Брама палацу [зачинена]
- Брама Гаваніма
- Брама мороку
- Брама помилування
- 8 аркад Аль-Мавазін[en]

- Сабіль Сулеймана
- Сабіль аль-Башира
- Сабіль аль-Будайрі
- Сабіль Шаалана
- Криниця брами Каяття
- Північно-східна криниця
- Райська криниця
- Криниця аль-Халілі
- Криниця ад-Джура
- Сабіль Кайт-бея[en]
- Цистерна аль-Муаззам Іса[en]
- Помаранчевий басейн[en]
- Сабіль Касим-паші[en]
- Гранатова криниця
- Маслинова сабіль
- Фонтан Чаша
- Сабіль магрибської брами
- Криниця Листок

- Межі подвір'я[en] Мечеті аль-Акса
- Тераса Бані Скелі

У періоди правління Палестиною арабів, османів і британців, євреї не допускалися на Храмову гору. Британська мандатна адміністрація ввела спеціальний орган по опіці над святими місцями ісламу на Храмовій горі — ВАКФ, чи Ісламська рада (Muslim Council), орган який отримав фактичну владу над усією територією Храмової гори. Після закінчення Війни за незалежність Ізраїлю у 1948 році, Храмова гора разом з усім Східним Єрусалимом перейшла під контроль Йорданії. До 1967 року євреї не допускалися не тільки на Храмову гору, але й до Стіни Плачу. Під час Шестиденної війни, в ході боїв за Єрусалим, ізраїльські десантники встановили контроль над Храмовою горою. Однак незабаром, за наказом міністра оборони Моше Даяна, ізраїльський прапор було спущено, і повноваження Ісламської ради щодо Храмової гори знову були офіційно підтверджені. З 1967 року на Храмову гору був відкритий доступ усім охочим у відведені дні й години.

## Доступ до Храмової гори
Доступ до Храмової гори можливий через одинадцять воріт із північної та східної сторін. Всі ворота охороняються поліцією Ізраїлю та співробітниками ВАКФ, оскільки доступ до Храмової гори через 10 воріт дозволений лише для мусульман. Представникам іншої віри можливий доступ лише через Марокканські ворота. Прохід дозволений лише у часи між молитвою та з суботи до четверга. Не дозволено приносити з собою культові речі, затримуватися для молитви не-мусульманам.

## Теракти
У січні та липні 2017 року на Храмовій горі сталось декілька терактів, що привели до загибелі семи правоохоронців та чотирьох терористів.

## Галерея

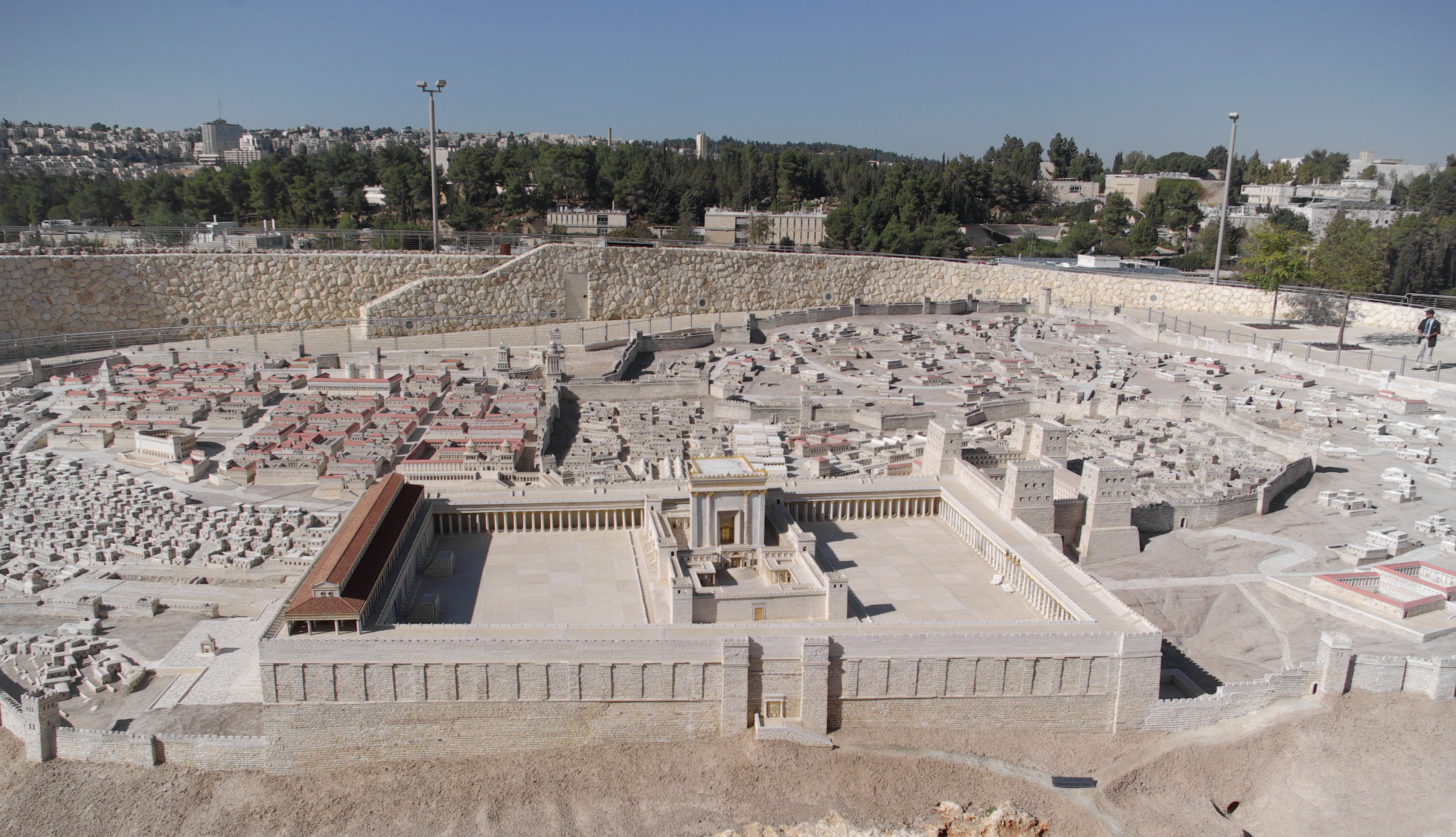
Єрусалимський Храм
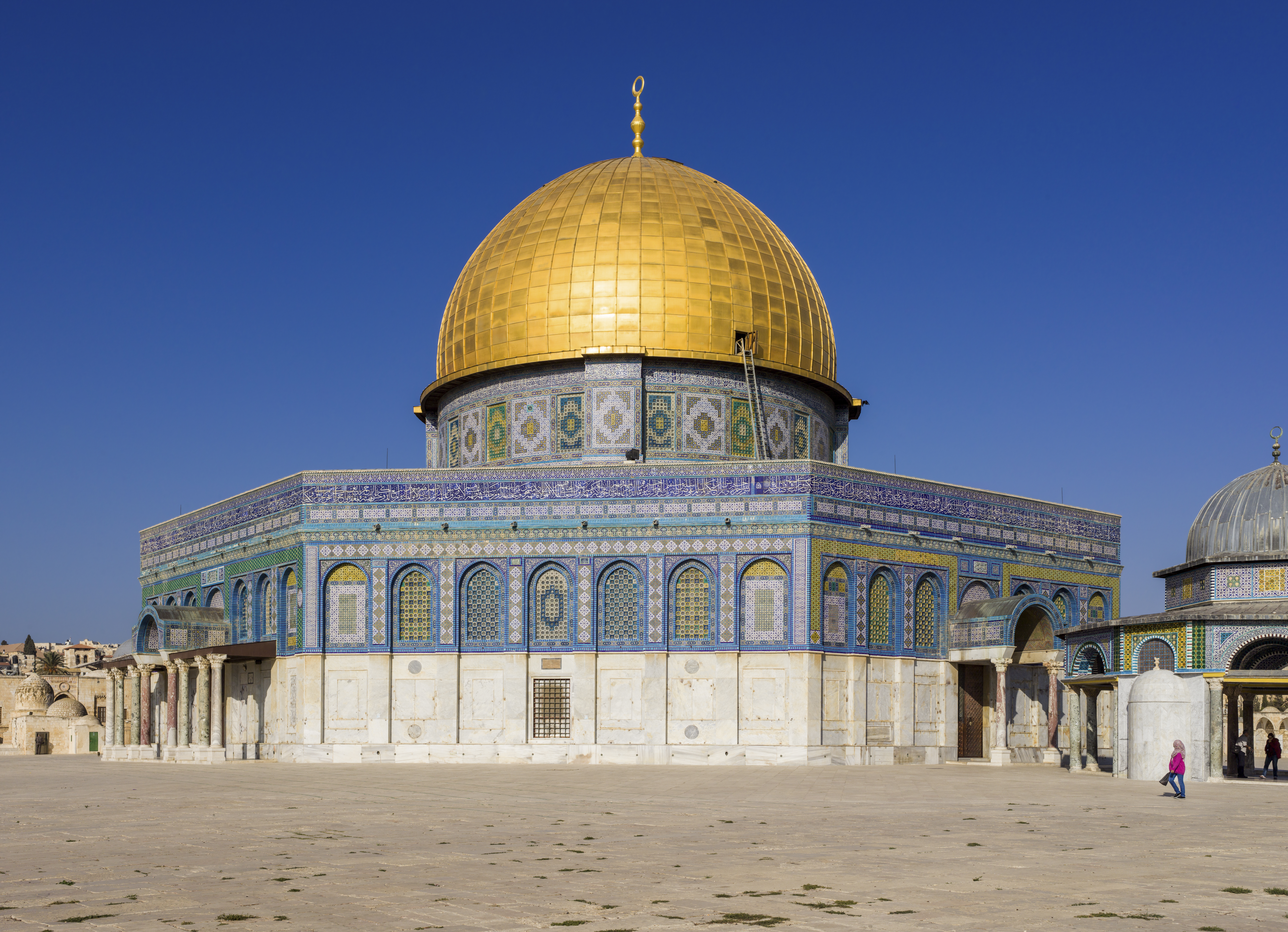
Купол Скелі
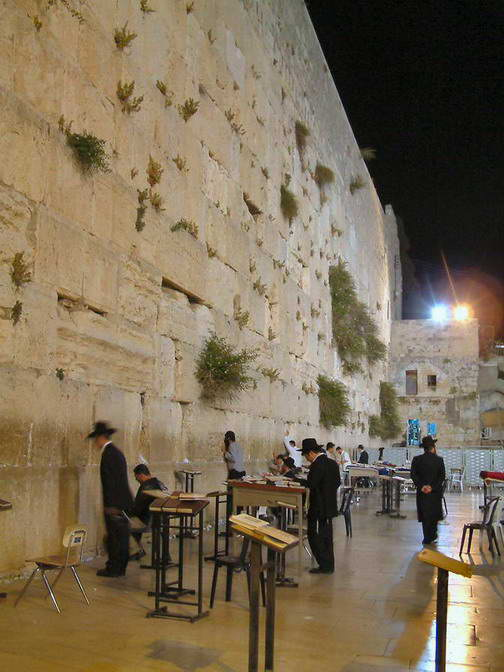
Стіна плачу